# CE Europa (Frauenfußball)
Die Frauenfußballabteilung vom CE Europa wurde im Jahr 2001 gegründet.

## Geschichte
Die Frauensektion des CE Europa wurde im Sommer 2001 ins Leben gerufen und setzte sich zu Beginn aus ehemaligen Spielerinnen des kurz zuvor verschwundenen Vereins UD Taxonera zusammen. Die erste Mannschaft begann zunächst in der dritten División der katalanischen Regionalliga zu spielen und erreichte zur Saison 2004/05 erstmals die zweite Spielklasse. Hier konnte sich CE Europa acht Jahre halten, ehe das Team nach der Saison 2011/12 den Weg in die Regionalliga antreten musste. Auf den sofortigen Wiederaufstieg folgten sechs weitere Spielzeiten in der Segunda División. Nach der Saison 2018/19 kam es zu einer Umstrukturierung des spanischen Ligasystems im Frauenfußball, hierbei reduzierte sich auch die Anzahl der Teilnehmer der zweiten Spielklasse auf nunmehr 32 Mannschaften. CE Europa konnte die Kategorie mit Platz neun in ihrer Regionalgruppe nicht halten und stieg in die Primera División Nacional ab. In der Saison 2021/22 konnte die erste Mannschaft ihre Gruppe für sich entscheiden und stieg damit in die neu geschaffene Segunda Federación, der dritten Spielklasse im spanischen Frauenfußball, auf. Im darauffolgenden Spieljahr gelang CE Europa durch einen zweiten Platz in der Gruppe Nord und dem darauffolgenden Sieg im Aufstiegsplayoff gegen die B-Mannschaft von UD Levante der Aufstieg in die Primera Federación. 2023/24 konnte CE Europa die Kategorie nicht halten und stieg als zwölfter wieder in die dritte Spielklasse ab.